# The Immaculate Conception of Little Dizzle
The Immaculate Conception of Little Dizzle é um filme independente do gênero comédia dramática dirigido por David Russo lançado em 2009.

## Sinopse
Depois de perder o emprego como gerente de informática, Dory é forçado a trabalhar como faxineiro. Tudo ia bem, até que ele e seus colegas de trabalho percebem que estão sendo usados involuntariamente como cobaias pelos donos da empresa.[carece de fontes?]

## Elenco
- Marshall Allman como Dory
- Jeanette Maus como Amelia
- Sean Nelson como Jason
- Allen Johnson como Preacher
- Tania Raymonde como Ethyl
- Vince Vieluf como O.C.
- Tygh Runyan como Methyl
- Richard Lefebvre como Weird William
- Natasha Lyonne como Tracy
- Melissa D. Brown como Sheila

## Recepção
No site agregador de críticas Rotten Tomatoes, 89% das 9 resenhas dos críticos são positivas, com uma classificação média de 7/10.
Stephen Cole do Globe and Mail diz que "no mundo de filmes feitos no mesmo molde, é um prazer se deparar com uma história que você nunca encontrou antes. Ou nunca encontrará novamente. Um filme para o qual não pode haver nenhuma sequela".

## Prêmios
- Fant-Asia Film Festival 2009 - Jury Prize para Melhor diretor - David Russo (Venceu)[2]